# 7-я бронетанковая дивизия (Великобритания)
7-я бронетанковая дивизия (англ. 7th Armoured Division) — тактическое соединение Британской армии, которое было сформировано во время Второй мировой войны, где за её подвиги в кампании в Ливийской пустыне получили прозвище «Пустынные крысы».
После Мюнхенского соглашения дивизия была сформирована в Египте в 1938 году как мобильная дивизия (Египет) (Mobile Division (Egypt)), и ее первым командиром дивизии был теоретик бронетанкового дела генерал-майор сэр Перси Хобарт. В феврале 1940 года название подразделения было изменено на 7-ю бронетанковую дивизию.
Дивизия участвовала в большинстве крупных сражений во время Североафриканской кампании; позже она высадилась и сражалась в Итальянской кампании на ранних этапах вторжения в Италию, прежде чем была отозвана в Соединённое Королевство, где она готовилась к высадке в Северо-Западной Европе. Она начала высадку в Нормандии во второй половине Дня Д, 6 июня 1944 года, и прошла с боями через всю северную Францию, Бельгию, закончив войну в Киле и Гамбурге.
Хотя дивизия была расформирована в 1958 году, история, номер и эмблема «Пустынной крысы» были унаследованы 7-й бронетанковой бригадой и, затем, 7-й лёгкой механизированной бригадой.

## История

### Формирование
После Мюнхенского кризиса части 7-й бронетанковой дивизии прибыли на Ближний Восток в 1938 году, чтобы увеличить британские силы в Египте и сформировать «мобильные силы». Мобильные силы — первоначально «Мобильные силы Матруха» — были созданы на побережье примерно в 120 милях (190 км) к западу от Александрии. Дивизия была сформирована из Каирской кавалерийской бригады, которая состояла из четырёх танковых полков (7-й Собственный Её Величества гусарский полк, 8-й Ирландский гусарский полк короля, 11-й гусарский полк и 1-й Королевский танковый полк) и с поддержкой 3-го полка Королевской конной артиллерии, ротой Королевского армейского тылового корпуса и полевым санитарным подразделением.
Силы были механизированы следующим образом: гусарские полки имели лёгкие танки, полуторатонные автомобили Ford и броневики Rolls Royce; 1-й Королевский танковый полк имел лёгкие танки, а 3-й полк Королевской конной артиллерии имел 3,7-дюймовые горные гаубицы и гусеничные машины для их буксировки.
К этим силам присоединился 1-й батальон Королевского стрелкового корпуса короля (King’s Royal Rifle Corps) из Бирмы, а командование над ними принял генерал-майор Перси Хобарт. Хобарт был специалистом по бронетанковой войне и стремился, чтобы его войска были должным образом подготовлены к бою в пустыне, несмотря на их плохое снаряжение. Стюарт Генри Пероун, атташе по связям с общественностью британского посольства в Багдаде, возможно, безжалостно назвал это подразделение «мобильным фарсом», потому что оно включало в себя некоторые устаревшие танки, такие как Vickers Medium Mark II.
К сентябрю 1939 года артиллерия была оснащена 25-фунтовыми пушками-гаубицами и 37-мм противотанковыми пушками, а в декабре 1939 года командование принял генерал-майор Майкл О’Мур Криг (Michael O’Moore Creagh).

### Северная Африка
Дивизия должна была быть оснащена 220 танками. Однако к началу Второй мировой войны, в сентябре 1939 года, у «мобильных сил» было всего 65 танков. К 1940 году бо́льшая часть войск дивизии уже была, завершив своё формирование, проходившее в течение двух лет. 16 февраля 1940 года мобильная дивизия, которая в середине 1939 года сменила название на бронетанковую дивизию, стала 7-й бронетанковой дивизией.
После объявления Италией войны Армия «Нил» под командованием генерал-майора Ричарда О’Коннора значительно уступала численностью итальянцам. Однако итальянская армия состояла в основном из лёгкой пехоты; её артиллерия была времён Первой мировой войны, у неё не было броневиков и было мало противотанковых орудий, которые являлись эффективными только против лёгких и крейсерских танков. Итальянцы оказались не в силах противостоять британцам. Армия «Нил» захватила 130 000 итальянцев в качестве военнопленных в период с декабря 1940 года по февраль 1941 года в отдельных боях.
Во время отступления итальянцев в январе 1941 года генерал-майор О’Коннор приказал «крысам пустыни» двигаться к югу от Джебель-Ахдара и отрезать итальянские войска у Беда-Фомма (на Киренаике), в то время как австралийские войска теснили итальянцев на запад. 7 февраля, поскольку танки не могли двигаться достаточно быстро, манёвр был проведён специальной бригадой броневиков, буксируемой артиллерией и пехотой, которая завершила манёвр за 30 часов, отрезав итальянское отступление и уничтожив итальянскую 10-ю армию. Подполковник Джон Комб (John Combe) возглавлял эту ad hoc группу, которая была известна как «Силы Комба» (Combe Force). В итоге, танки 7-й бронетанковой дивизии, после восьми месяцев боев, нуждались в полном ремонте, и дивизия была отозвана в Каир и временно перестала быть доступной в качестве боевого формирования, замененного на фронте 2-й бронетанковой дивизией.
Итальянцы оказались настолько слабыми, что Гитлер был вынужден послать Африканский корпус под командованием Эрвина Роммеля в качестве подкрепления. В апреле 1941 года союзные войска в Тобруке оказались отрезаны немцами и итальянцами.
7 июня дивизия вновь была подготовлена к бою в рамках операции «Боевой топор» (Operation Battleaxe), получив новые танки и дополнительный личный состав. Однако этот натиск союзников не удался, и 7-я бронетанковая дивизия была вынуждена отступить на третий день боёв. 18 ноября в рамках операции «Крестоносец» вся 7-я бронетанковая дивизия была сосредоточена на прорыве. Им противостояла только ослабленная 21-я танковая дивизия. Однако командир XXX армейского корпуса генерал-лейтенант Уиллоуби Норри, зная, что в 7-й бронетанковой дивизии осталось всего 200 танков, решил проявить осторожность. Во время ожидания, во второй половине дня 22 ноября, Роммель атаковал Сиди-Резег (Sidi Rezegh) с 21-й танковой дивизией и захватил аэродром. Сражение было отчаянным и воины отличились доблестью: за свои действия в течение этих двух дней боя бригадный генерал Джок Кэмпбелл, командовавший 7-й группой обеспечения (7th Support Group), был награжден Крестом Виктории. Однако 21-я танковая дивизия, несмотря на то, что она была значительно слабее в бронетехнике, доказала свое превосходство в общевойсковой тактике, оттеснив 7-ю бронетанковую дивизию с потерей ещё 50 танков (в основном из 22-й бронетанковой бригады).
27 июня 1942 года части 7-й бронетанковой дивизии вместе с подразделениями 3-го Собственного Его Величества гусарского полка подверглись одному из самых тяжёлых инцидентов с дружественным огнём, когда они были атакованы группой бомбардировщиков Vickers Wellington Королевских ВВС (RAF) во время двухчасового налёта вблизи Мерса-Матрух (Египет). Более 359 военнослужащих были убиты и ещё 560 ранены.
Армия «Нил» позже переформирована в XIII армейский корпус, став одной из главных частей британской 8-й армии, которой с августа 1942 года командовал генерал-лейтенант сэр Бернард Монтгомери. 7-я бронетанковая дивизия принимала участие в большинстве крупных сражений Североафриканской кампании, включая оба сражения при Эль-Аламейне (Первое сражение при Эль-Аламейне в июле 1942 года, которое остановило продвижение войск Оси, и Второе сражение при Эль-Аламейне в октябре — ноябре 1942 года, которое переломило ход войны в Северной Африке).
7-я бронетанковая дивизия, ныне состоящая из 22-й бронетанковой и 131-й пехотной бригад под командованием генерал-майора Джона Хардинга, участвовала во многих крупных сражениях Тунисской кампании, в том числе в битве при Эль-Агейле в декабре. К январю 1943 года 8-я армия достигла Триполи, где состоялся парад победы с участием 7-й бронетанковой дивизии. Среди зрителей были Уинстон Черчилль, британский премьер-министр и генерал сэр Алан Брук, начальник Имперского Генерального штаба (CIGS).
Дивизия, которой теперь командовал генерал-майор Джордж Эрскин (George Erskine) после того, как Хардинг был тяжело ранен в январе, затем приняла участие в битве при Меденине, а затем в битве на Маретской линии в марте. В конце апреля, ближе к концу кампании, 7-я бронетанковая дивизия была передана IX армейскому корпусу британской 1-й армии для штурма Меджез-аль-Баба. Атака была успешной: 7-я бронетанковая дивизия конкурировала с 6-й бронетанковой дивизией 1-й армии в гонке к городу Тунису, причем эскадрон «Б» 11-го гусарского полка первым вошёл в город днем 7 мая, за ним вплотную следовали 22-я бронетанковая бригада и 131-я пехотная бригада. Боевые действия в Северной Африке закончились всего через несколько дней, когда почти 250 000 солдат Оси сдались союзникам и стали военнопленными.

### Италия
Дивизия не была в составе сил вторжения на Сицилию, в это время пребывая в Хомсе (Сирия) для обучения амфибийным высадкам, но, тем не менее, участвовала на ранних этапах итальянской кампании.
7-я бронетанковая дивизия высадилась в Салерно 15 сентября 1943 года, чтобы помочь отразить тяжёлые немецкие контратаки во время битвы за плацдарм Салерно (операция «Лавина»). Вскоре после высадки 131-я (Её Величества) пехотная бригада (131st (Queen’s) Infantry Brigade) (состоявшая из 1/5-го, 1/6-го и 1/7-го территориальных батальонов Королевского полка королевы) сменила свой «сестринский» дубликат, 169-ю (Её Величества) пехотную бригаду (169th (Queen’s) Infantry Brigade) (состоящая из 2/5, 2/6 и 2/7-й Королевы батальонов, все сформированы в 1939 году), входившая в состав 56-й (лондонской) пехотной дивизии, и находилась в непрерывных боях с 9 сентября 1943. Собрание шести батальонов одного полка с тех пор считается уникальным в истории полка. В то время 169-й бригадой командовал бригадный генерал Льюис Лайн, который позже, начиная с ноября 1944 года, будет командовать 7-й бронетанковой дивизией.
Затем дивизия под в составе X британского армейского корпуса (под командованием генерал-лейтенанта Ричарда Маккрири) 5-й американской армии (под командованием генерал-лейтенанта Марка У. Кларка) и при поддержке 46-й британской пехотной дивизии двинулась дальше и взяла Неаполь. «Пустынные крысы», привыкшие сражаться в пустыне, должны были приспособиться к тесным итальянским дорогам. Дивизия переправилась через реку Вольтурно в Южной Италии, построив понтонный мост.
По просьбе командующего 8-й британской армией генерала сэра Бернарда Монтгомери 7-я бронетанковая дивизия была отозвана в Великобританию вместе с 4-й и 8-й бронетанковыми бригадами, а также 50-й (нортумбрийской) и 51-й (хайлендской) пехотными дивизиями, все из которых прошли длительную службу вместе с 7-й бронетанковой дивизией в Средиземноморье и на Ближнем Востоке, участвовали во вторжении в Северо-Западную Европу вместе со 2-й британской армией. 7-я бронетанковая дивизия, передавая свои потрёпанные машины и снаряжение недавно прибывшему 5-й канадской бронетанковой дивизии покинула Италию в конце декабря 1943 года и прибыла в Глазго (Шотландия), в начале января 1944 года.

### Северо-Западная Европа
В ноябре 1943 года дивизия покинула Италию и направилась в Великобританию, куда последние подразделения прибыли 7 января 1944 года. Дивизия была переоснащена новыми крейсерскими танками «Кромвель» и в апреле — мае получила 36 Sherman Vc Firefly; этого было достаточно, чтобы организовать каждый взвод так, чтобы они имели в своём составе три 75-мм пушки «Кромвель» и 17-фунтовую пушку «Файрфлай». «Пустынные крысы» были единственной британской бронетанковой дивизией, использовавшей «Кромвель» в качестве основного боевого танка.
7-я бронетанковая дивизия была одной из трёх британских дивизий двух британских штурмовых корпусов, предназначенных для высадки в Нормандии . 22-я бронетанковая бригада высадилась 4 июня, и большая часть дивизии высадилась на Голд-Бич к концу 7 июня, на следующий день после первоначальной высадки. Дивизия, входившая в состав XXX армейского корпуса генерал-лейтенанта Джерарда Бакналла, первоначально принимала участие в операции «Перч» и операции «Гудвуд», двух операциях, которые были частью битвы за Кан, а также в операции «Оверлорд», кодовое название которой означало вторжение союзников в Нормандию. Во время Перча дивизия должна была возглавить одну из сторон атаки клещами, чтобы захватить город. В связи с изменением плана части дивизии вступили в бой с танками Танковой учебной дивизии и 101-го тяжёлого танкового батальона СС в бою у Виллер-Бокажа. После взятия Кана дивизия приняла участие в операции «Спринг», целью которой было удержать немецкие войска, прижатые к британскому фронту, вдали от американцев, которые начали операцию «Кобра», а затем операцию «Блюкот», атаку для поддержки прорыва американцев и перехвата немецких подкреплений, двигавшихся, чтобы остановить его. После Фалезской операции, в ходе которой была уничтожена большая часть немецкой армии в Нормандии, 7-я бронетанковая дивизия приняла участие в наступлении союзников от Парижа до Рейна.
Результаты деятельности дивизии в Нормандии и остальной Франции были поставлены под сомнение, и утверждалось, что они не соответствовали результатам её предыдущих кампаний. В начале августа 1944 года генерал-майор Джордж Эрскин, командовавший дивизией с января 1943 года, бригадный генерал Уильям Хайнд, командовавший 22-й бронетанковой бригадой, и до 100 других офицеров дивизии были сняты со своих постов и переведены на другие должности. Эрскина сменил генерал-майор Джеральд Ллойд-Верни. Историки в основном сходятся во мнении, что это было следствием «неудачи» при Виллер-Бокаже и снятие офицеров планировалось ещё после той битвы. Историк Дэниел Тейлор считает, что результат битвы послужил оправданием произошедшим увольнениям, чтобы «продемонстрировать, что армейское командование делало что-то, чтобы противодействовать плохому общественному мнению о проведении кампании». Историк и бывший офицер британской армии Мунго Мелвин одобрительно отозвался об учреждении гибкой общевойсковой структуры 7-й бронетанковой дивизии, которую другие британские бронетанковые дивизии приняли только после операции «Гудвуд».
Замена Генерального штаба дивизии после Нормандии не изменила результатов боевой деятельности дивизии, и в ноябре 1944 года, после замены Эрскина, генерал-майор Ллойд-Верни был заменён генерал-майором Лайном после того, как он «не смог вылечить плохие привычки дивизии достаточно хорошо, чтобы удовлетворить Монтгомери и Демпси». Почти нет сомнений, что дивизия страдала от коллективной и кумулятивной боевой усталости. Как выразился Ллойд с некоторым предвидением: «Нет сомнения, что знакомство с войной не делает человека более смелым. Человек становится хитрым, а от хитрости до трусости всего лишь короткий шаг». это был не единичный случай; 51-я (хайлендская) пехотная дивизия и несколько других ветеранских соединений, которые Монтгомери привёз из Средиземноморья для операции «Оверлорд», испытали аналогичные трудности, хотя, как ни странно, не с 50-й (нортумбрийской) пехотной дивизией, которая хорошо действовала на протяжении всей Нормандской кампании.
После наступления через Францию дивизия приняла участие в наступлении союзников через Бельгию и Нидерланды, освободив Гент 6 сентября. Затем дивизия приняла участие в продвижении к реке Маас и удержании достигнутых позиций, где дивизия, которой теперь командовал генерал-майор Льюис Лайн, очень опытный командир, была слегка реорганизована, и многие опытные люди, которые были за границей с дивизией в течение пяти лет, вернулись домой. В январе 1945 года дивизия вместе с 8-й бронетанковой и 155-й пехотной бригадами (из 52-й (лоулендской) пехотной дивизии) под её командованием, принимала участие в операции «Блаккок» по очистке Рурского треугольника. В конце февраля дивизия получила небольшой отдых. За этим последовала Рейнская операция; 7-я бронетанковая дивизия переправилась через Рейн близ Ксантена и Везеля и продвинулась к немецкому городу Гамбургу как своему пункту назначения в рамках вторжения западных союзников в Германию, где дивизия закончила войну. 16 апреля 1945 года 7-я бронетанковая дивизия освободила лагерь военнопленных Шталаг 11Б (Stalag XI-B) в Фаллингбостеле Нижней Саксонии. Последним сражением 7-й бронетанковой дивизии в этой войне было захват Гамбурга.
В июле 1945 года 7-я бронетанковая дивизия переехала в Берлин, где вместе с американскими, французскими и советскими войсками приняла участие в Берлинском параде Победы 1945 года. Среди многочисленных свидетелей парада были Уинстон Черчилль, начальник Имперского Генерального штаба фельдмаршал сэр Алан Брук и командующий 21-й группой армий фельдмаршал сэр Бернард Монтгомери.

### Послевоенный период
Дивизия оставалась в Германии в составе оккупационных войск, а затем в 1950-х годах в составе Британской рейнской армии, располагаясь против войск организации Варшавского пакта. По мере того как британская армия становилась всё меньше, её дивизии с более высокими номерами были выведены из боевого порядка. Таким образом, долгая и блестящая карьера дивизии завершилась в апреле 1958 года, когда она была преобразована в 5-ю пехотную дивизию. Однако традиции и культовое прозвище («Пустынные крысы») 7-й бронетанковой дивизии продолжила 7-я бронетанковая бригада, входившая в состав 1-й бронетанковой дивизии, позднее переформированная в 7-ю лёгкую механизированную бригаду 1-й дивизии.

## Состав
- 4-я бронетанковая бригада[43] (4th Armoured Brigade)
  - 4-й/8-й гусарский полк (4th/8th Hussars)
  - Королевский шотландский серый (2-й драгунский) полк (Royal Scots Greys (2nd Dragoons))
  - 1-й батальон Его Величества королевского стрелкового корпуса (1st Battalion King's Royal Rifle Corps)
  - 3-й полк Королевской конной артиллерии (3rd Regiment Royal Horse Artillery (returned to 7th Division 3 March 1943))
  - Взвод из 42-й батареи 15-го лёгкого зенитного полка (Troop from 42nd Battery, 15th Light Anti-Aircraft Regiment)
  - Рота из 21-й эскадрона Королевских инженеров (Troop from 21st Field Squadron R.E.)
  - 5-я и 58-я роты обеспечения Королевского армейского тылового корпуса (5th, 58th Support Companies R.A.S.C.)
  - 14-я рота Королевского армейского медицинского корпуса (14th Light Field Ambulance R.A.M.C.)
- 22-я бронетанковая бригада[44] (присоединена 26 июля 1942) (22nd Armoured Brigade (joined 26 July 1942))
  - 1-й королевский танковый полк (1st Royal Tank Regiment)
  - 5-й королевский танковый полк (5th Royal Tank Regiment)
  - 4-й лондонский йоменский полк (меткие стрелки) (4th County of London Yeomanry (Sharpshooters))
  - 1-й батальон Стрелковой бригады (1st Battalion Rifle Brigade)
- 131-я полумоторизованная бригада (присоединена 1 ноября 1942)[45] (131st Lorried Infantry Brigade (joined 1 November 1942))
  - 1/5-й батальон Её Величества королевского полка (западносуррейского) (1/5th Queen's Royal Regiment (West Surrey))
  - 1/6-й батальон Её Величества королевского полка (западносуррейского) (1/6th Queen's Royal Regiment (West Surrey))
  - 1/7-й батальон Её Величества королевского полка (западносуррейского) (1/7th Queen's Royal Regiment (West Surrey))
- Подразделения прямого подчинения[46] (Division Troops)
  - 7-й батальон связи (7th Division Signals)
  - 11-й гусарский полк (резерв) (11th Hussars (in reserve))
  - 1-й дворцовый кавалерийский полк (придавался) (1st Household Cavalry Regiment (attached))
  - 44-й разведывательный полк (придавался из 44-й дивизии с двумя ротами (troop) танков «Скорпион») (44th Reconnaissance Regiment (attached from 44th Division with two troops of Scorpion Tanks))
  - 2-й дербиширский йоменский полк (придавался) (2nd Derbyshire Yeomanry (attached))
  - 4-й полк Королевской артиллерии (16 сентября — 10 декабря 1942) (4th Field Regiment (joined 16 September—left 10 December 1942))
  - 97-й (кентский йоменский) полк Королевской артиллерии (13 сентября — 1 декабря 1942) (97th (Kent Yeomanry) Field Regiment (joined 13 September—left 1 December 1942))
  - 65-й (саффолкский & норфолкский йоменский) противотанковый полк Королевской артиллерии (присоединён 13 сентября 1942) (65th (Suffolk & Norfolk Yeomanry) Anti-Tank Regiment (joined 13 September 1942))
  - 15-й (мэнский) лёгкий зенитный полк Королевской артиллерии (присоединён 2 августа 1942) (15th (Isle of Man) Light Anti-Aircraft Regiment (joined 2 August 1942))
  - 4-й эскадрон Королевских инженеров (присоединён 24 августа 1942) (4th Field Squadron (joined 24 August 1942))
  - 21-й эскадрон Королевских инженеров (21st Field Squadron)
  - 143-й парковый эскадрон Королевских инженеров (143rd Field Park Squadron)
  - 2-я лёгкая санитарная рота Королевского армейского медицинского корпуса (2nd Light Field Ambulance)

- 22-я бронетанковая бригада[44] (22nd Armoured Brigade)
  - 1-й королевский танковый полк (1st Royal Tank Regiment)
  - 5-й королевский танковый полк (5th Royal Tank Regiment)
  - 4-й лондонский йоменский полк (4th County of London Yeomanry (left 29 July 1944))
  - 5-й королевский иннискиллингский драгунский гвардейский полк (5th Royal Inniskilling Dragoon Guards (joined 29 July 1944))
  - 1-й батальон Стрелковой бригады (1st Battalion, Rifle Brigade)
- 131-я пехотная бригада[45] (131st Infantry Brigade)
  - 1/5-й батальон Её Величества королевского полка (западносуррейского) (1/5th Battalion, Queen’s Royal Regiment (West Surrey))
  - 1/6-й батальон Её Величества королевского полка (западносуррейского) (до 3 декабря 1944) (1/6th Battalion, Queen’s Royal Regiment (West Surrey) (left 3 December 1944))
  - 1/7-й батальон Её Величества королевского полка (западносуррейского) (до 3 декабря 1944) (1/7th Battalion, Queen’s Royal Regiment (West Surrey) (left 3 December 1944))
  - 2-й батальон Девонширского полка (присоединён 1 декабря 1944) (2nd Battalion, Devonshire Regiment (joined 1 December 1944))
  - 9-й батальон Даремского лёгкого пехотного полка (присоединён 2 декабря 1944) (9th Battalion, Durham Light Infantry (joined 2 December 1944))
- Подразделения прямого подчинения[46][47] (Divisional Troops)
  - 7-й батальон связи (7th Division Signals)
  - 8-й гусарский полк (присоединён 16 декабря 1943) (8th Hussars (joined 16 December 1943))
  - 3-я отдельная пулемётная рота (3rd Independent Machine Gun Company)
  - 3-й полк Королевской конной артиллерии (3rd Regiment, Royal Horse Artillery)
  - 5-й полк Королевской конной артиллерии (5th Regiment, Royal Horse Artillery)
  - 15-й (мэнский) зенитный полк Королевской артиллерии (15th (Isle of Man) Light AA Regiment Royal Artillery)
  - 65-й (норфолкский йоменский) противотанковый полк Королевской артиллерии (65th (Norfolk Yeomanry) Anti Tank Regiment Royal Artillery)
  - 4-й полевой эскадрон Королевских инженеров (4th Field Squadron)
  - 621-й полевой эскадрон Королевских инженеров (621st Field Squadron)
  - 143-й парковый эскадрон Королевских инженеров (143rd Field Park Squadron)
  - 7-я мостовая рота Королевских инженеров (7th Bridging Troop)
  - Рота 58-й бронетанковой бригады Королевского армейского тылового корпуса (58th Armoured Brigade Company)
  - Рота 67-й пехотной бригады Королевского армейского тылового корпуса (67th Infantry Brigade Company)
  - 507-я рота Королевского армейского тылового корпуса (507th Armoured Divisional Troops Company)
  - 133-я транспортная рота Королевского армейского тылового корпуса (133rd Armoured Divisional Transport Company)
  - 2-я лёгкая санитарная рота Королевского армейского медицинского корпуса (2nd Light Field Ambulance)
  - 131-я лёгкая санитарная рота Королевского армейского медицинского корпуса (131st Light Field Ambulance)
  - 29-й полевой перевязочный пункт Королевского армейского медицинского корпуса (29th Field Dressing Station)
  - 70-я гигиеническая секция (70th Field Hygiene Section)
  - 134-я мобильная стоматологическая часть Королевского армейского стоматологического корпуса (134th Mobile Dental Unit Army Dental Corps)

## Происхождение прозвища
Прозвище «Пустынные крысы» для дивизии придумал её первый командующий генерал-майор Перси Хобарт во время своего визита в лагерь Маатен Багуш (транзитный военный лагерь на берегу Средиземного моря недалеко от города Мерса-Матрух (Египет). Там он встретил офицера третьего класса (по рангу равного капитану) Генерального штаба Ри Лики, у которого было домашнее животное тушканчик, или «пустынная крыса». Хобарт взял грызуна в руки и принял решение дать псевдоним своему подразделению «Пустынные крысы». Нарукавный знак различия с изображением тушканчика был разработан женой генерал-майора Майкла O’Мура Криджа (преемника Хобарта на должности командующего дивизией), используя в качестве модели грызуна из каирского зоопарка. Такие шевроны были неофициальными, поскольку Военное министерство не принимало нарукавные знаки различия до лета 1943 года. Позже знак был переработан, поскольку по мнению  Ри Лики, изображённое существо было больше похоже на кенгуру, чем на тушканчика. Также был изменён цвет с красного на чёрный.